# Henrique de Coquet
Henrique de Coquet (falecido em 1127) era um dinamarquês que vivia em um eremitério na ilha de Coquet, na costa de Northumberland.

## Vida
Diz-se que um dinamarquês de nascimento nobre, Henry foi dirigido por uma visão para escapar de um casamento que seus pais estavam se esforçando para forçá-lo, e para servir a Deus todos os seus dias como um eremita em Coquet. Ele desembarcou em Tynemouth e obteve o consentimento do prior para construir uma pequena cela na ilha.

Ele morreu lá em 1127. Ele é venerado como um santo na Igreja Católica. Há um vitral na igreja de St Thomas of Canterbury em Deal, Kent, Inglaterra, mostrando uma imagem de 'St Henry the Dane'. Ele está usando um capacete com chifres.